# Hullangala, Arkalgud
Hullangala là một làng thuộc tehsil Arkalgud, huyện Hassan, bang Karnataka, Ấn Độ.